# Андреас Мартінсен
Андреас Мартінсен (норв. Andreas Martinsen; нар. 13 червня 1990, Берум) — норвезький хокеїст, лівий нападник клубу ЕХЛ «Сторгамар». Гравець збірної команди Норвегії.

## Ігрова кар'єра
Вихованець клубу «Русенборг».
Хокейну кар'єру розпочав на батьківщині 2007 року виступами за команду «Ліллегаммер».
9 квітня 2009 Мартінсен перейшов до шведської команди «Лександ», де провів один сезон та 29 травня 2010 року повернувся до «Ліллегаммеру». Протягом останніх двох сезонів Андреас був одним із лідерів клубу «Ліллегаммер» і 25 травня 2012 погодився на пропозицію німецької команди «Дюссельдорф ЕГ».
У першому сезоні за «Дюссельдорф ЕГ» нападник набрав 22 очка в 52-х іграх. В останньому сезоні у складі дюссельдорфців Андреас став третім за результативністю гравцем клубу за підсумками чемпіонату.
15 травня 2015 нападник уклав однорічний контракт з клубом НХЛ «Колорадо Аваланч». Після тренувального табору в складі «лавин» Андреас дебютував у складі фарм-клубу «Сан-Антоніо Ремпедж» (АХЛ). 10 листопада 2015 Мартінсен дебютував у переможному матчі НХЛ 4-0 проти клубу «Філадельфія Флаєрс». Таким чином він став третім норвежцем, що зіграв за «лавин» та восьмим, який виступав в НХЛ. У своїй 6-й грі за «Аваланч» норвежець відкрив лік закинутим шайбам у матчі проти «Вашингтон Кепіталс».
24 червня 2016 Мартінсен погодився подовжити контракт на один рік з «Колорадо Аваланч». 9 лютого 2017 Андреас провів свою соту гру в НХЛ в програшному матчі 1-4 проти «Піттсбург Пінгвінс». 1 березня 2017 норвежця обміняли на Свена Андрігетто з «Монреаль Канадієнс» у складі «канадців» він і завершив сезон.
Уклавши 6 червня 2017 однорічний контракт з «Канадієнс», після тренувального табору Андреас вирушив до фарм-клубу, а наступного дня його обміняли на гравця «Чикаго Блекгокс». Сезон 2017–18 Мартінсен провів у складі «Рокфорд АйсХогс».
7 червня 2018 сторони підписали однорічну угоду і після 24-х ігр у складі «Блекгокс», решту сезону нападник провів у фарм-клубі «Рокфорд АйсХогс».
5 липня 2019, як вільний агент норвежець уклав однорічний контракт з «Анагайм Дакс». Не закріпившись в основі він розпочав сезон 2019–20 за «Сан-Дієго Галлс». 26 жовтня 2019 його обміняли на гравця «Піттсбург Пінгвінс» Еріка Гудбрансона. Свою ігрову кар'єру Мартінсен продовжив у складі команди АХЛ «Вілкс-Барре/Скрентон Пінгвінс». 24 січня 2020 Андреас та «Піттсбург Пінгвінс» розірвали контракт. 27 січня 2020 він повернувся до Європи, де продовжив виступи за швейцарський клуб НЛА «Цуг».
23 вересня 2020 року Андреас на правах вільного агента перейшов до клубу «Ліллегаммер».
27 квітня 2023 року Мартінсен перейшов до команди «Сторгамар».
Був гравцем молодіжної збірної Норвегії, у складі якої брав участь у 25 іграх. У складі національної збірної Норвегії дебютував на чемпіонаті світу 2010 року, наразі за збірну відіграв у 89 матчах.

## Статистика

### Клубні виступи
| Сезон        | Клуб                            | Ліга         | Регулярний сезон | Регулярний сезон | Регулярний сезон | Регулярний сезон | Регулярний сезон | Плей-оф | Плей-оф | Плей-оф | Плей-оф | Плей-оф |
| Сезон        | Клуб                            | Ліга         | І                | Г                | П                | О                | ШХ               | І       | Г       | П       | О       | ШХ      |
| ------------ | ------------------------------- | ------------ | ---------------- | ---------------- | ---------------- | ---------------- | ---------------- | ------- | ------- | ------- | ------- | ------- |
| 2007–08      | «Ліллегаммер»                   | ГЕТ          | 43               | 9                | 11               | 20               | 114              | 7       | 2       | 0       | 2       | 8       |
| 2008–09      | «Ліллегаммер»                   | ГЕТ          | 43               | 8                | 15               | 23               | 98               | 6       | 1       | 2       | 3       | 26      |
| 2009–10      | «Лександ»                       | J20          | 8                | 2                | 3                | 5                | 37               | —       | —       | —       | —       | —       |
| 2009–10      | «Лександ»                       | Аллсв        | 22               | 3                | 2                | 5                | 8                | —       | —       | —       | —       | —       |
| 2009–10      | «Ліллегаммер»                   | ГЕТ          | 14               | 2                | 8                | 10               | 28               | 5       | 0       | 0       | 0       | 0       |
| 2010–11      | «Ліллегаммер»                   | ГЕТ          | 43               | 17               | 27               | 44               | 106              | 6       | 1       | 3       | 4       | 6       |
| 2011–12      | «Ліллегаммер»                   | ГЕТ          | 45               | 17               | 26               | 43               | 121              | 11      | 3       | 2       | 5       | 26      |
| 2012–13      | «Дюссельдорф ЕГ»                | ДХЛ          | 52               | 6                | 16               | 22               | 72               | —       | —       | —       | —       | —       |
| 2013–14      | «Дюссельдорф ЕГ»                | ДХЛ          | 42               | 9                | 8                | 17               | 124              | —       | —       | —       | —       | —       |
| 2014–15      | «Дюссельдорф ЕГ»                | ДХЛ          | 50               | 18               | 23               | 41               | 99               | 12      | 1       | 4       | 5       | 8       |
| 2015–16      | «Сан-Антоніо Ремпедж»           | АХЛ          | 10               | 1                | 1                | 2                | 8                | —       | —       | —       | —       | —       |
| 2015–16      | «Колорадо Аваланч»              | НХЛ          | 55               | 4                | 7                | 11               | 47               | —       | —       | —       | —       | —       |
| 2016–17      | «Колорадо Аваланч»              | НХЛ          | 55               | 3                | 4                | 7                | 32               | —       | —       | —       | —       | —       |
| 2016–17      | «Монреаль Канадієнс»            | НХЛ          | 9                | 0                | 0                | 0                | 0                | 2       | 0       | 0       | 0       | 0       |
| 2017–18      | «Рокфорд АйсХогс»               | АХЛ          | 64               | 12               | 16               | 28               | 62               | 13      | 2       | 3       | 5       | 32      |
| 2017–18      | «Чикаго Блекгокс»               | НХЛ          | 9                | 1                | 0                | 1                | 17               | —       | —       | —       | —       | —       |
| 2018–19      | «Чикаго Блекгокс»               | НХЛ          | 24               | 1                | 3                | 4                | 14               | —       | —       | —       | —       | —       |
| 2018–19      | «Рокфорд АйсХогс»               | АХЛ          | 38               | 3                | 8                | 11               | 32               | —       | —       | —       | —       | —       |
| 2019–20      | «Сан-Дієго Галлс»               | АХЛ          | 1                | 0                | 0                | 0                | 0                | —       | —       | —       | —       | —       |
| 2019–20      | «Вілкс-Барре/Скрентон Пінгвінс» | АХЛ          | 24               | 1                | 2                | 3                | 10               | —       | —       | —       | —       | —       |
| 2019–20      | ХК «Академія»                   | НЛБ          | 1                | 0                | 0                | 0                | 0                | —       | —       | —       | —       | —       |
| 2019–20      | «Цуг»                           | НЛА          | 5                | 1                | 0                | 1                | 4                | —       | —       | —       | —       | —       |
| 2020–21      | «Ліллегаммер»                   | ГЕТ          | 24               | 6                | 16               | 22               | 98               | —       | —       | —       | —       | —       |
| 2021–22      | «Ліллегаммер»                   | ГЕТ          | 12               | 3                | 8                | 11               | 26               | 7       | 5       | 1       | 6       | 35      |
| 2022–23      | «Ліллегаммер»                   | ГЕТ          | 15               | 2                | 6                | 8                | 18               | —       | —       | —       | —       | —       |
| 2023–24      | «Сторгамар»                     | ЕХЛ          | 45               | 18               | 23               | 41               | 54               | 14      | 2       | 5       | 7       | 16      |
| Усього в ЕХЛ | Усього в ЕХЛ                    | Усього в ЕХЛ | 300              | 87               | 144              | 231              | 683              | 66      | 17      | 15      | 32      | 139     |
| Усього в ДХЛ | Усього в ДХЛ                    | Усього в ДХЛ | 144              | 33               | 47               | 80               | 295              | 12      | 1       | 4       | 5       | 8       |
| Усього в НХЛ | Усього в НХЛ                    | Усього в НХЛ | 152              | 9                | 14               | 23               | 110              | 2       | 0       | 0       | 0       | 0       |

### Збірна
| Рік                | Команда            | Турнір             | Місце              | І  | Г  | П  | О  | ШХ  |
| ------------------ | ------------------ | ------------------ | ------------------ | -- | -- | -- | -- | --- |
| 2007               | Норвегія           | ЮЧС18-D1           | 13-е               | 5  | 4  | 2  | 6  | 12  |
| 2008               | Норвегія           | ЮЧС18-D1           | 11-е               | 5  | 0  | 3  | 3  | 8   |
| 2008               | Норвегія           | МЧС-D1             | 13-е               | 5  | 0  | 3  | 3  | 4   |
| 2009               | Норвегія           | МЧС-D1             | 13-е               | 5  | 4  | 2  | 6  | 31  |
| 2010               | Норвегія           | МЧС-D1             | 11-е               | 5  | 5  | 4  | 9  | 4   |
| 2010               | Норвегія           | ЧС                 | 9-е                | 3  | 0  | 0  | 0  | 0   |
| 2011               | Норвегія           | ЧС                 | 6-е                | 7  | 0  | 0  | 0  | 6   |
| 2012               | Норвегія           | ЧС                 | 8-е                | 8  | 1  | 2  | 3  | 0   |
| 2013               | Норвегія           | ЧС                 | 10-е               | 7  | 0  | 0  | 0  | 25  |
| 2014               | Норвегія           | ЧС                 | 12-е               | 7  | 0  | 0  | 0  | 4   |
| 2015               | Норвегія           | ЧС                 | 11-е               | 7  | 0  | 1  | 1  | 10  |
| 2016               | Норвегія           | ЧС                 | 10-е               | 7  | 2  | 1  | 3  | 8   |
| 2016               | Норвегія           | Кваліф. ЗОІ        | Кваліф.            | 3  | 1  | 1  | 2  | 12  |
| 2017               | Норвегія           | ЧС                 | 11-е               | 7  | 1  | 1  | 2  | 6   |
| 2019               | Норвегія           | ЧС                 | 12-е               | 7  | 0  | 6  | 6  | 16  |
| 2021               | Норвегія           | Кваліф. ЗОІ        | Некваліф.          | 3  | 0  | 1  | 1  | 4   |
| 2022               | Норвегія           | ЧС                 | 13-е               | 6  | 2  | 1  | 3  | 8   |
| 2023               | Норвегія           | ЧС                 | 13-е               | 7  | 1  | 1  | 2  | 6   |
| 2024               | Норвегія           | ЧС                 | 11-е               | 7  | 0  | 0  | 0  | 2   |
| 2024               | Норвегія           | Кваліф. ЗОІ        | Некваліф.          | 3  | 0  | 0  | 0  | 8   |
| Молодіжна збірна   | Молодіжна збірна   | Молодіжна збірна   | Молодіжна збірна   | 25 | 13 | 14 | 27 | 59  |
| Національна збірна | Національна збірна | Національна збірна | Національна збірна | 89 | 8  | 15 | 23 | 115 |